# Sagala-féreggőte
A Sagala-féreggőte (Boulengerula niedeni) a kétéltűek (Amphibia) osztályába a lábatlan kétéltűek (Gymnophiona) rendjébe és a Herpelidae családjába tartozó faj. A fajt csak 2005-ben írták le először.

## Előfordulása
A Kenya déli részén található Sagala-hegyen, egy mindössze 30 négyzetkilométeres területen honos.